# Centerville (Indiana)
Centerville és una població dels Estats Units a l'estat d'Indiana. Segons el cens del 2000 tenia 2.427 habitants.

## Demografia
Segons el cens del 2000, Centerville tenia 2.427 habitants, 944 habitatges, i 676 famílies. La densitat de població era de 937,1 habitants per km².
Dels 944 habitatges en un 36,7% hi vivien nens de menys de 18 anys, en un 52,8% hi vivien parelles casades, en un 15,6% dones solteres, i en un 28,3% no eren unitats familiars. En el 26,2% dels habitatges hi vivien persones soles l'11,1% de les quals corresponia a persones de 65 anys o més que vivien soles. El nombre mitjà de persones vivint en cada habitatge era de 2,46 i el nombre mitjà de persones que vivien en cada família era de 2,95.
Per edats la població es repartia de la següent manera: un 27,3% tenia menys de 18 anys, un 7,5% entre 18 i 24, un 28,8% entre 25 i 44, un 18,9% de 45 a 60 i un 17,6% 65 anys o més.
L'edat mediana era de 36 anys. Per cada 100 dones de 18 o més anys hi havia 77,7 homes.
La renda mediana per habitatge era de 32.219 $ i la renda mediana per família de 37.566 $. Els homes tenien una renda mediana de 31.875 $ mentre que les dones 22.450 $. La renda per capita de la població era de 15.526 $. Entorn del 5,3% de les famílies i el 6,7% de la població estaven per davall del llindar de pobresa.

## Poblacions més properes
El següent diagrama mostra les poblacions més properes.